# Pablo Mudarra
Pablo Mudarra Segura (15 juni 1991) is een Costa Ricaans wielrenner.

## Carrière
In 2011 won Mudarra de tweede etappe in de Ronde van Costa Rica, waarna hij de leiding in het algemeen klassement overnam van Henry Raabe. Een dag later raakte hij zijn leiderstrui weer kwijt aan Juan Carlos Rojas. In de zesde etappe wist Mudarra wederom te winnen, ditmaal door Arnold Alcolea en José Adrián Bonilla te verslaan in een massasprint. Mede doordat Mudarra's slechtste klassering de veertiende plaats in de vijfde etappe, een individuele tijdrit, was, wist hij zevende te worden in het eindklassement. Een jaar later werd hij nationaal wegkampioen door Elías Vega en Jonathan Carballo twee seconden voor te blijven. 
In december 2012 wist Mudarra achtste te worden in de Ronde van Costa Rica, na onder meer een vierde plaats in de tweede etappe. Tijdens deze wedstrijd testte hij echter positief op het gebruik van GW501516, dat sinds 2009 op de lijst met verboden middelen van het World Anti-Doping Agency (WADA) stond. Hij door de Costa Ricaanse wielerbond voor twee jaar geschorst.
In de Ronde van Mexico, in april 2015, maakte Mudarra zijn rentree. In deze meerdaagse wedstrijd wist hij in de laatste etappe zijn beste klassering te behalen: hij eindigde op plek 21. Een week later werd hij achtste op het Pan-Amerikaanse kampioenschap op de weg. In juni behaalde hij een bronzen medaille op het nationale kampioenschap op de weg, 35 seconden achter winnaar Bryan Villalobos en nummer twee Rodolfo Villalobos. In december wist hij tweemaal derde te worden in de Ronde van Costa Rica.
Het seizoen 2016 begon voor Mudarra in Argentinië, waar hij met een nationale selectie deelnam aan de Ronde van San Luis. In de laatste etappe wist hij op de negentiende plaats te eindigen, wat zijn beste individuele klassering was (in de openingsploegentijdrit zette de Costa Ricaanse selectie de veertiende tijd neer). In de ronde van zijn thuisland nam hij na de vijfde etappe, na vijfmaal op rij bij de beste negen renners te zijn geëindigd, de leiding in het algemeen klassement over van Daniel Jara.

## Overwinningen
2011
2e en 6e etappe Ronde van Costa Rica
2012
 Costa Ricaans kampioen op de weg, Elite